# Nimaathapi (II.)
Nimaathapi war eine altägyptische Königin, die in der 5. Dynastie um 2500 v. Chr. lebte. Sie war Besitzerin der Mastaba G 4712 in der Nekropole von Gizeh, in der sie vermutlich auch bestattet wurde. Sie trug die Titel „Große des Hetes-Szepters“ und „die den Horus und Seth schauen darf“. Ihr Ehemann ist unbekannt. Gizeh war in der 5. Dynastie nicht mehr königliche Nekropole, ihr Bestattungsort fernab der Pyramiden dieser Dynastie ist rätselhaft.